# غونتر فريدريك
غونتر فريدريك (بالألمانية: Günther Friedrich)‏ هو عالم معادن ‏ ألماني، ولد في 15 أبريل 1929 في شتوتغارت في ألمانيا، وتوفي في 24 نوفمبر 2014 في آخن في ألمانيا.